# Tossal del Llangost
El Tossal del Llangost és una muntanya de 666 metres que es troba al municipi de la Ribera d'Ondara, a la comarca catalana de la Segarra.